# Qello
Qello Holdings, ou simplesmente Qello, é uma empresa de entretenimento dos EUA fundada em 2010, em Nova York, por Brian Lisi, Bob Frank e Richard Johnson. Seus principais produtos são a plataforma de distribuição digital Qello Concerts e a provedora de serviços Qello Media Solutions.  Qello Concerts é um serviço especializado em transmissão de concertos, filmes musicais e documentários. Em 2016, a Quello Concerts adicionou eventos ao vivo e programação original. A sede atual da empresa é em Nova York.
A Qello Concerts transmite concertos, documentários, bastidores e entrevistas, tanto de grandes gravadoras quanto de selos independentes. Sua primeira série na indústria televisiva foi em 2016, chamada Evolution of a Song. No mesmo ano, começaram também as transmissões de eventos por streaming, incluindo Slightly Stoopid, com Bob Weir nos TRI Studios, o Lockn' Festival de 2016 e o Umphrey's McGee’s Chucktown Ball.
A Qello lançou a Qello Media Solutions em 2015 como provedor de serviços digitais com uma grande quantidade de clientes de mídia, como a  Acorn TV.
A atual equipe executiva inclui Brian Lisi como CEO, Bob Frank como presidente da Qello Concerts, Richard Johnson como diretor de desenvolvimento de negócios and Chief Revenue Officer, e Nicole Johnson como diretor de  communicações.

## História
Em maio de 2011, a Qello fez sua primeira aparição no Google I/O.
Em junho do mesmo ano, a RightsFlow, provedor de licenciamento e royalties, entrou num acordo com a Qello, para assegurar o pagamento de direitos autorais aos artistas. O percentual de toda a receita mensal iria diretamente para o provedor de conteúdo.
Em maio de 2012, a Qello e a EMI music firmaram um acordo estentendo a biblioteca da Qello com conteúdo da EMI.
Em abril de 2013, a Qello lançou um blog destinado a apresentar conteúdo original, chamado Inside the Q. Ben Fong-Torres, antigo editor da Rolling Stone, foi o editor-chefe. O blog trata de artistas novos e antigos, informações sobre novas músicas e novos lançamentos., além de revisão de concertos e documentários com entrevistas de Fong-Torres com vários artistas.
Até julho de 2014, a Qello tinha três milhões de usuários registrados em mais de 160 países.